# 林德冠
林德冠（1942年10月—），笔名林蔚、枫林月，男，汉族，福建长乐人，中华人民共和国政治人物，曾任福建省文学艺术界联合会党组书记、副主席，中国民间文艺家协会副主席。